# Lista de capítulos de Kekkaishi
O mangá Kekkaishi escrito e ilustrado por Yellow Tanabe, foi publicado pela editora Shogakukan na revista Weekly Shōnen Sunday. O primeiro capítulo de Kekkaishi foi publicado em setembro de 2003 e a publicação encerrou em abril de 2011 no capítulo 345, contando com 35 volumes. Nesta página, os capítulos estão listados por volume, com seus respectivos títulos originais (títulos originais na coluna secundária, os volumes de Kekkaishi não são titulados).
No Brasil, é licenciado e publicado pela editora Panini desde junho de 2010.

## Volumes 1~12
| - 1. Yoshimori e Tokine - 2. Cicatrizes - 3. A Ambição de Yoshimori - 4. Espírito Humano - 5. Nutrinte - 6. Um Homem Perigoso - 7. A Flor da Paixão | - 1. 良守と時音 (Yoshimori to Tokine) - 2. 傷 (Kizu) - 3. 良守の野望 (Yoshimori no Yabō) - 4. 人間霊 (Ningen Rei) - 5. 養分 (Yōbun) - 6. 危険な男 (Kiken na Otoko) - 7. 情熱の花 (Jōnetsu no Hana) |

| - 8. Yukimura Tokio - 9. Domadora de Demônios - 10. Reminiscênia e Ódio - 11. Promessa - 12. Yoshimori vs Yoki - 13. A Urakai - 14. Isso é Tudo - 15. Kanzakura (Início) - 16. Kanzakura (Fim) | - 8. 雪村時雄 (Yukimura Tokio) - 9. 鬼使い (Oni Tsukai) - 10. 追憶と憎悪 (Tsuioku to Zōo) - 11. 誓い (Chikai) - 12. 良守vsヨキ (Yoshimori vs Yoki) - 13. 裏会 (Urakai) - 14. ただそれだけ (Tadasoredake) - 15. 寒桜(前編) (Kanzakura (Zenpen)) - 16. 寒桜(後編) (Kanzakura (Kōhen)) |

| - 17. O Cotidiano de Yoshimori (Início) - 18. O Cotidiano de Yoshimori (Meio) - 19. O Cotidiano de Yoshimori (Fim) - 20. A Reunião Depois de 400 Anos - 21. Ginro e Koya - 22. Quintal - 23. Cães Selvagens - 24. Separação - 25. Selando Novamente - 26. O Demônio Negro | - 17. 良守の日々(前編) (Yoshimori no Hibi (Zenpen)) - 18. 良守の日々(中編) (Yoshimori no Hibi (Chūhen)) - 19. 良守の日々(後編) (Yoshimori no Hibi (Kōhen)) - 20. 4世紀ぶりの再会 (4-Seiki Buri no Saikai) - 21. 銀露と鋼夜 (Ginro to Kōya) - 22. 庭 (Niwa) - 23. 山犬たち (Yamainutachi) - 24. 別離 (Betsuri) - 25. 再封印 (Saifūin) - 26. 黒い悪魔 (Kuroi Akuma) |

| - 27. Reverberação (Início) - 28. Reverberação (Meio) - 29. Reverberação (Fim) - 30. Irmão Maior e Irmão Menor - 31. Sumimura Masamori - 32. Houin - 33. A Floresta que Corre - 34. Acima do Céu - 35. Determinação | - 27. 残響(前編) (Zankyō (Zenpen)) - 28. 残響(中編) (Zankyō (Chūhen)) - 29. 残響(後編) (Zankyō (Kōhen)) - 30. 兄と弟 (Ani to Otōto) - 31. 墨村正守 (Sumimura Masamori) - 32. 方印 (Hōin) - 33. 走る森 (Hashiru Mori) - 34. 空の上にて (Sora no Ue nite) - 35. 決意 (Ketsui) |

| - 36. O que Diabos é Isso? - 37. Uro-sama - 38. O Lago Sem Cor - 39. Domínios Divinos - 40. As Pegadas de Kami-sama - 41. O Cotidiano de Toshimori - 42. Segredo - 43. Penas - 44. Shirahago - 45. A Flecha de Tokine | - 36. なんなんだ? (Nan Nanda?) - 37. ウロ様 (Uro-sama) - 38. 無色沼 (Mushoku Numa) - 39. 神の領域 (Kami no Ryōiki) - 40. 神様の足跡 (Kami-sama no Ashiato) - 41. 利守の日々 (Toshimori no Hibi) - 42. 隠し事 (Kakushikoto) - 43. 羽 (Hane) - 44. 白羽児 (Shiraha Ji) - 45. 時音の矢 (Tokine no Ya) |

| - 46. O Observador - 47. Pesquisa - 48. Marca de Garras - 49. Shishio Gen - 50. Berço - 51. Um Visitante Incômodo - 52. Masamori e Gen - 53. Ookuki-Gurama - 54. Sucessor Legítimo - 55. Cabeça a Prêmio | - 46. 監視者 (Kanshisha) - 47. 研究 (Kenkyū) - 48. 爪跡 (Tsumeato) - 49. 志々尾限 (Shishio Gen) - 50. 生家 (Seika) - 51. 招かれざる客 (Manekarezaru Kyaku) - 52. 正守と限 (Masamori to Gen) - 53. 大首車 (Ōkub-Guruma) - 54. 正統継承者 (Seitō Keishōsha) - 55. 賞金首 (Shōkin Kubi) |

| - 56. Um Último Elogio - 57. O Príncipe das Escolas - 58. Hachiouji Kimiya - 59. O Nº 1 de Karasumori - 60. A Noite do Velho - 61. A Cúpula dos Doze - 62. Sempre... - 63. Declaração de Guerra - 64. Negociação - 65. Kaguro | - 56. 最後の称賛 (Saigo no Shōsan) - 57. 中高のプリンス (Chūkou no Purinsu) - 58. 八王子君也 (Hachiōji Kimiya) - 59. 烏森で一番 (Karasumori de Ichiban) - 60. じじいの夜 (Jijii no Yoru) - 61. 十二人会 (Jūnininkai) - 62. ずっと... (Zutto...) - 63. 宣戦 (Sensen) - 64. 交渉 (Kōshō) - 65. 火黒 (Kaguro) |

| - 66. Terceira Dimensão - 67. O Favor - 68. Estilo - 69. Não é Isso - 70. A Pessoa Ideal - 71. 4 Anos Atrás (Início) - 72. 4 Anos Atrás (Meio) - 73. 4 Anos Atrás (Fim) - 74. O Clã Ougi - 75. Decisão | - 66. 三次元 (Sanjigen) - 67. 借り (Kari) - 68. 美学 (Bigaku) - 69. ダメだよ (Dame da yo) - 70. 適任 (Tekinin) - 71. 4年前(前編) (4 Nen Mae (Zenpen)) - 72. 4年前(中編) (4 Nen Mae (Chūhen)) - 73. 4年前(後編) (4 Nen Mae (Kōhen)) - 74. 扇一族 (Ōgi Ichizoku) - 75. 決定 (Kettei) |

| - 76. Pássaro Engaiolado - 77. Hanashima Atora - 78. Raizou - 79. Combate Aéreo - 80. Gagin e Hekian - 81. Rato - 82. Ataque - 83. A Última Viagem - 84. O Lugar do Mestre - 85. Agonia | - 76. 籠の鳥 (Kago no Tori) - 77. 花島亜十羅 (Hanashima Atora) - 78. 雷蔵 (Raizō) - 79. 空中戦 (Kūchūsen) - 80. 牙銀と碧闇 (Gagin to Hekian) - 81. 鼠 (Nezumi) - 82. 襲撃 (Shūgeki) - 83. 最後の旅路 (Saigo no Tabiji) - 84. 主の座 (Omo no Ma) - 85. 煩悶 (Hanmon) |

| - 86. Movimento Fetal - 87. Transição - 88. A Investida de Kokubourou - 89. Pandemônio - 90. Trabalho em Equipe - 91. Demônio de Fogo - 92. Transformação Completa - 93. Sinal - 94. Mar de Chamas - 95. Para Sempre | - 86. 胎動 (Taidō) - 87. 動座 (Dōza) - 88. 黒芒楼襲来 (Kokubōrō Shūrai) - 89. 百鬼夜行 (Hyakkiyagyō) - 90. 連携 (Renkei) - 91. 炎鬼 (Honoo Oni) - 92. 完全変化 (Kanzen Henka) - 93. 兆し (Kizashi) - 94. 火の海 (Hi no Umi) - 95. 永遠に (Eien ni) |

| - 96. Funeral - 97. Juntos - 98. O Caminho para Kurosusuki - 99. Corvos da Montanha de Trás - 100. Os Peregrinos Noturnos - 101. Pequena Desavença - 102. Revanche - 103. Intercepção - 104. Refém em Kurosusuki - 105. Exército de um Homem Só | - 96. 葬列 (Sōretsu) - 97. 一緒に (Isshoni) - 98. 黒芒への道 (Kurosusuki e no Michi) - 99. 裏山の鴉 (Urasuyama no Kurasu) - 100. 夜行の面々 (Yakō no Menmen) - 101. 小競り合い (Kozeriai) - 102. 再来 (Sairai) - 103. 迎撃 (Geigeki) - 104. 黒芒の俘虜 (Kurosusuki no Furyo) - 105. 孤軍 (Kogun) |

| - 106. Castelo - 107. Resgate - 108. Byaku e Matsudo - 109. Um Homem Vazio - 110. Adiantamento - 111. Aihi - 112. Flor de Assombroso Fascínio - 113. O Homem que Não Podia Morrer - 114. Do Lado de Fora de um Mundo Estranho - 115. Ponto Fraco | - 106. 城 (Shiro) - 107. 救出 (Shūshutsu) - 108. 白と松戸 (Byaku to Matsudo) - 109. 空っぽの男 (Karappo no Otoko) - 110. 前払い (Maebarai) - 111. 藍緋 (Aihi) - 112. 妖花 (Yō Hana) - 113. 死ねない男 (Shinenai Otoko) - 114. 異界の外 (Ikai no Soto) - 115. 弱点 (Jakuten) |

## Volumes 13~24
| - 116. Imcompatível - 117. Aviso - 118. Verdadeiro Poder - 119. Fuga - 120. O Caminho de Volta - 121. Tapa - 122. Visitante - 123. Kiyoko - 124. Prego - 125. Mestre e Discípulo | - 116. ズレ (Zure) - 117. 忠告 (Chūkoku) - 118. 真の力 (Shin no Chikara) - 119. 脱出 (Dasshutsu) - 120. 帰路 (Kiro) - 121. ビンタ (Binta)) - 122. 来訪者 (Raihōshav - 123. キヨコ (Kiyoko) - 124. 釘 (Kugi) - 125. 師匠と弟子 (Shishō to Deshi) |

| - 126. Jaren - 127. Tentação - 128. Confidência - 129. Contrato entre Mestre e Servo - 130. Kekkai e Zekkai - 131. Maldita Visita - 132. Grande Tengu - 133. Tono - 134. Investigação - Extra. O Primeiro Combate de Yoshimori | - 126. 邪煉 (Jaren) - 127. 誘惑 (Yūwaku) - 128. 強気 (Tsuyoki) - 129. 主従契約 (Shujū Keiyaku) - 130. 結界と絶界 (Kekkai to Zekkai) - 131. 迷惑な客 (Meiwaku na Kyaku) - 132. 大天狗 (Ō-tengu) - 133. 殿 (Tono) - 134. 査察 (Sasatsu) - 外伝. 良守の初陣 (Yoshimori no Uijin) |

| - 135. Caixa - 136. Refém - 137. Saída - 138. A Verdade sobre a Caixa - 139. Quatro Ayakashis - 140. Casulo - 141. Kurokabuto - 142. Responsabilidade - 143. Distorção - 144. Forma Completa | - 135. 箱 (Hako) - 136. 人質 (Hitojichi) - 137. 出口 (Deguchi) - 138. 箱の正体 (Hako no Shotai) - 139. 4体の妖 (4-tai no Ayakashi) - 140. 繭 (Mayu) - 141. 黒兜 (Kurokabuto) - 142. 責任 (Sekinin) - 143. ゆがみ (Yagami) - 144. 完全体 (Kansen Karada) |

| - 145. A Fúria de Karasumori - 146. Ordem - 147. Relatório - 148. Julia - 149. Ciúme - 150. Triângulo Amoroso - 151. Caiu do Céu! - 152. Dragão de Água - 153. Criminoso - 154. Um Telefonema do Irmão | - 145. 烏森の怒り (Karasumori no Ikari) - 146. 秩序 (Chitsujo) - 147. 報告 (Hōkoku) - 148. ジュリア (Juria) - 149. ヤキモチ (Yakimochi) - 150. 三角関係 (Sankakukankei) - 151. 落ちてきた! (Ochitekita!) - 152. 水龍 (Mizu Ryū) - 153. 犯人 (Han'nin) - 154. 兄の電話 (Ani no Denwa) |

| - 155. Abismo - 156. Tan-yuu - 157. Mudô - 158. Camarada - 159. A Verdadeira Zekkai - 160. Imortalidade - 161. Correção - 162. A Escolha do Irmão Mais Velho - 163. O Poder do Dono - 164. Inveja | - 155. 淵 (Fuchi) - 156. 淡幽 (Tan'yū) - 157. 無道 (Mudō) - 158. 盟友 (Meiyū) - 159. 本物の絶界 (Honmono no Zekkai) - 160. 不死 (Fushi) - 161. 矯正 (Kyōsei) - 162. 兄の選択 (Ani no Sentaku) - 163. 主の力 (Omo no Chikara) - 164. 嫉妬 (Shitto) |

| - 165. Promessa - 166. O Traidor - 167. Leitura de Mentes - 168. Divisão de Inteligência - 169. Kagemiya Sen - 170. Visitante Voadora - 171. Operação Secreta - 172. Crise - 173. Reunião - 174. Barreira dos Quatro Pilares | - 165. 約束 (Yakusoku) - 166. 裏切り者 (Uragirimono) - 167. 読心 (Dokushin) - 168. 諜報班 (Chōhō Han) - 169. 影宮閃 (Kagemiya Sen) - 170. 飛来 (Hirai) - 171. 隠密行動 (Onmitsu Kōdō) - 172. 恐慌 (Kyōkō) - 173. 集結 (Shūketsu) - 174. 四師方陣 (Yonshi Hōjin) |

| - 175. Compressão - 176. Profecia - 177. Saki, a Miko - 178. Corvo - 179. Confinados na Montanha - 180. Tobimaru - 181. Investigação - 182. Visita - 183. Mestres dos Ventos - 184. Assassino de Deuses | - 175. 圧縮 (Asshuku) - 176. 予言 (Yogen) - 177. 巫女サキ (Miko Saki) - 178. カラス (Karasu) - 179. 山籠り (Yamagomori) - 180. 飛丸 (Tobimaru) - 181. 調査 (Chōsa) - 182. 訪問 (Hōmon) - 183. 風使い (Kaze Tsukai) - 184. 神殺し (Kami Koroshi) |

| - 185. A Conspiração do Vento - 186. Guardião - 187. Trato - 188. O Pedido do Irmão Mais Velho - 189. Masamori Contra Ougi - 190. Tornado Gigante - 191. Bolo de Carne - 192. Juventude - 193. Muito Preocupado - 194. Deixado para Trás | - 185. 風の謀略 (Kaze no Bōryaku) - 186. 番人 (Bannin) - 187. 取引 (Torihiki) - 188. 兄の望み (Ani no Nozomi) - 189. 正守対扇 (Masamori Tai Ōgi) - 190. 巨大竜巻 (Kyodai Tatsumaki) - 191. 肉塊 (Nikukai) - 192. 若さ (Wakasa) - 193. 本気で心配 (Honki de Shinpai) - 194. おいてけぼり (Oitekebori) |

| - 195. Advento - 196. Chuva - 197. O Naufrágio da Escola - 198. Decisão - 199. Infâmia - 200. Vilarejo Hida - 201. Réquiem - 202. Alvo - 203. Colapso - 204. Centro de Poder - 205. Intrução | - 195. 降臨 (Kōrin) - 196. 雨 (Ame) - 197. 学校沈没 (Gakkō Chinbotsu) - 198. 決断 (Ketsudan) - 199. 汚名 (Omei) - 200. 緋田郷 (Hidagō) - 201. 供養 (Kuyō) - 202. 狙い (Nerai) - 203. 崩壊 (Hōkai) - 204. 力の中心 (Chikara no Chūshin) - 205. 伝授 (Denju) |

| - 206. Divisão Secreta de Investigação - 207. Ilha da Decaptação - 208. Interrogatório - 209. Fuga - 210. Caçada na Ilha - 211. Ignição - 212. Passagem Secreta - 213. Julgamento - 214. Instinto - 215. Resistência | - 206. 特捜班 (Tokusō Han) - 207. 断頭島 (Dantō Shima) - 208. 詰問 (Kitsumon) - 209. 逃走 (Tōsō) - 210. 島狩り (Shima Kari) - 211. 着火 (Chakka) - 212. 抜け道 (Nukemichi) - 213. 判断 (Handan) - 214. 本性 (Honshō) - 215. 抵抗 (Teikō) |

| - 216. Yashiro - 217. Transformação - 218. Caprichos - 219. Tolerante - 220. Pensamentos Impuros - 221. Rachadura - 222. Ajudante - 223. Souji Hiura - 224. Pequeno Palácio - 225. Fantasma | - 216. 夜城 (Yashiro) - 217. 変革 (Henkaku) - 218. わがまま (Wagamama) - 219. 包容力 (Hōyōryoku) - 220. 邪念 (Janen) - 221. 地割れ (Jiware) - 222. 助っ人 (Suketto) - 223. 氷浦蒼士 (Sōji Hiura) - 224. 小一宮 (Shōichi Miya) - 225. 幻影 (Gen'ei) |

| - 226. Mérito - 227. Intrusos - 228. Mudança de Planos - 229. Centro de Intrução - 230. O Azarado - 231. Hiura e Shishio - 232. Pensar Fora da Caixa - 233. Divisão de Encantamentos - 234. Grito - 235. Sugador de Sangue | - 226. 実力 (Jitsuryoku) - 227. 侵入者 (Shin'nyūsha) - 228. 方針転換 (Hōshin Tenkan) - 229. 命令中心 (Meirei Chūshin) - 230. 貧乏くじ (Binbō Kuji) - 231. 氷浦と志々尾 (Hiura to Shishio) - 232. 無想箱 (Musō Bako) - 233. まじない班 (Majinai Han) - 234. わがまま (Wagamama) - 235. 吸血 (Kyūketsu) |

## Volumes 25~35
| - 236. Humanos ao Redor - 237. Estado de Espírito - 238. Sala Vazia - 239. Número Um - 240. Shimano - 241. Exemplos - 242. Guerra - 243. Justiça - 244. Mergulho - 245. Olho de Boi | - 236. 周りの人間 (Mawari no Ningen) - 237. 心の状態 (Kokoro no Jōtai) - 238. 無想部屋 (Musō Beya) - 239. 壱号 (Ichigō) - 240. 縞野 (Shima No) - 241. 見せしめ (Miseshime) - 242. 戦争 (Sensō) - 243. 正義 (Seigi) - 244. 突入 (Totsunyū) - 245. 蛇の目 (Ja no Me) |

| - 246. Futuro Cruel - 247. Certa Pessoa - 248. Forma Perfeita - 249. Shinigami - 250. Ponto em Comum - 251. Força Excessiva - 252. Pessoa Especial - 253. Missão e Promessa - 254. Condição - 255. Palhaço | - 246. 残酷な未来 (Zankoku na Mirai) - 247. ある人物 (Arujinbutsu) - 248. 完成形 (Kansei Katachi) - 249. 死神 (Shinigami) - 250. 共通点 (Kyōtsuuten) - 251. 過剰な力 (Kajō na Chikara) - 252. 特別な人間 (Tokubetsu na Ningen) - 253. 任務と約束 (Ninmu to Yakusoku) - 254. 条件 (Jōken) - 255. ピエロ (Piero) |

| - 256. Rotação - 257. Prodígio - 258. Fonte de Poder - 259. Número Três - 260. Combatentes - 261. Poder - 262. 10% - 263. Aliado e Inimigo - 264. Mentira - 265. Zero | - 256. 回転 (Kaiten) - 257. 神童 (Shindō) - 258. 動力源 (Dōryokugen) - 259. 参号 (Sangō) - 260. 戦闘員 (Sentōin) - 261. 力 (Chikara) - 262. 10割 (Jū-wari) - 263. 敵味方 (Teki Mikata) - 264. 嘘 (Uso) - 265. 零 (Zero) |

| - 266. Estado Musou - 267. Eliminação Majinai - 268. Destruição Majinai - 269. Cara a Cara - 270. Em um Acordo - 271. Negado - 272. Decisão à Sério - 273. Karasumori - 274. O Verdadeiro Final - 275. Deus da Calamidade | - 266. 極限無想 (Kyokugen Musō) - 267. まじない破り (Majinai Yaburi) - 268. まじない殺し (Majinai Goroshi) - 269. 一対一 (Sashi) - 270. 契約成立 (Keiyaku Seiritsu) - 271. 拒絶 (Kyozetsu) - 272. 同等の覚悟 (Dōtō no Kakugo) - 273. 烏森 (Karasumori) - 274. 本当の終わり (Hontō no Owari) - 275. 災いの神 (Wasawai no Kami) |

| - 276. Além das Capacidades Humanas - 277. Zekkai Branco - 278. Alvorecer - 279. Apreensão - 280. Despertar - 281. O Homem de Ogi - 282. Escravidão - 283. Suigetsu - 284. Regresso - 285. A Última Noite | - 276. 人の枠 (Hito no Waku) - 277. 白い絶界 (Shiroi Zekkai) - 278. 夜明け (Yoake) - 279. 心配 (Shinbai) - 280. 目覚め (Mezame) - 281. 扇の男 (Ōgi no Otoko) - 282. 記録係 (Kirokugakari) - 283. 水月 (Suigetsu) - 284. 帰還 (Kikan) - 285. 最後の夜 (Saigo no Yoru) |

| - 286. Otono-sama - 287. A Torre do Castelo - 288. Risada - 289. Marca - 290. Aquela Hora - 291. Muito Longe - 292. Novo Castelo Karasumori - 293. Kumon - 294. Porta - 295. Segunda Fase | - 286. お殿様 (Otono-sama) - 287. 天守閣 (Tenshukaku) - 288. 笑い声 (Waraigoe) - 289. 鬼ごっこ (Onigokko) - 290. その時 (Sono Toki) - 291. 遠くへ (Tōku e) - 292. 新烏森城 (Shin Karasumorijō) - 293. 九門 (Kumon) - 294. 扉 (Tobira) - 295. 第2段階 (Dai-ni Dankai) |

| - 296. Armadilha - 297. Patriarca - 298. Ressurreição - 299. Ambição - 300. Santuário Arashizaki - 301. Shinkai - 302. Seriedade - 303. O Rei - 304. Vassalo - 305. Odiado | - 296. 罠 (Wana) - 297. 開祖 (Kaiso) - 298. 再生 (Saisei) - 299. 野心 (Yashin) - 300. 嵐座木神社 (Arashizaki Jinja) - 301. 真界 (Shinkai) - 302. 本気 (Honki) - 303. 王様 (Ou-sama) - 304. 器 (Utsuwa) - 305. 憎悪 (Zouo) |

| - 306. Território - 307. Invasão - 308. Vislumbre - 309. Derrota - 310. Ataque ao Quartel General - 311. Guerra Completa - 312. Derrotado - 313. Tsukikage - 314. A Criança Esquecida - 315. O Poder que Flui | - 306. 縄張り (Nawabari) - 307. 侵攻 (Shinkō) - 308. 狙い (Nerai) - 309. 戦争 (Sensō) - 310. 総本部襲撃 (Sōhonbu Shūgeki) - 311. 総力戦 (Sōryokusen) - 312. 敗残 (Haizan) - 313. 月影 (Tsukikage) - 314. 忌み子 (Imiko) - 315. 注がれる力 (Sosogareru Chikara) |

| - 316. Destino - 317. Pai e Filho - 318. Kidoin Nura - 319. Raijin - 320. Vento de Mudança - 321. Camaradas - 322. Sorriso - 323. Hakuma - 324. Missão - 325. Infiltração | - 316. 因果 (Inga) - 317. 父と子 (Chichi to Ko) - 318. 鬼童院ぬら (Kidoin Nura) - 319. 雷神 (Raijin) - 320. 風向き (Kazamuki) - 321. 同志 (Dōshi) - 322. 笑顔 (Egao) - 323. 覇久魔 (Hakuma) - 324. 使命 (Shimei) - 325. 潜入 (Sen'nyū) |

| - 326. Persuasão - 327. Utsusemi - 328. A Noite da Véspera - 329. Verdade - 330. Começa a Batalha - 331. A Princesa Ogra - 332. Orientação - 333. Plano - 334. Tsukihisa - 335. Salto | - 326. 説得 (Settoku) - 327. 空身 (Utsusemi) - 328. 前夜 (Zenya) - 329. 真実 (Shinjitsu) - 330. 開戦 (Kaisen) - 331. 鬼姫 (Oni Hime) - 332. 導き (Michibiki) - 333. 計画 (Keikaku) - 334. 月久 (Tsukihisa) - 335. 急転 (Kyūten) |

| - 336. Falsificação - 337. Mensagem - 338. Julgamento - 339. Momento Final - 340. Redesignação - 341. Buraco - 342. Criação - 343. Sumiko - 344. Despedida - 345. Final | - 336. 改竄 (Kaizan) - 337. 伝言 (Dengon) - 338. 審判 (Shinpan) - 339. 最期 (Saigo) - 340. 鞍替え (Kuragae) - 341. 役割 (Yakuwari) - 342. 創造 (Sōzō) - 343. 守美子 (Sumiko) - 344. 別れ (Wakare) - 345. 終章 (Shūshō) |